# 扬子江路
扬子江路，安徽省合肥市滨湖新区的一条东西向次干道，得名自长江下游段的别称扬子江。道路东段东起万泉河路正接广东路，西至浙江路；中段东起安徽路，西至庐州大道；西段东起广西路，东至玉龙路。沿路有安徽省地质资料馆、扬子江路幼儿园、要素大市场等。合肥轨道交通5号线扬子江路站即以此路为名。

## 轨道交通
- █ 5号线：扬子江路站